# 山本琴乃
山本 琴乃（やまもと ことの、1987年3月23日 - ）は、日本の女性歌手、声優。東京都出身。所属レコードレーベルはHeavenly Wave Music。父は歌手の山本譲二。2012年6月、本人の希望により活動休止。2016年12月11日に半導体関連会社社員（当時41歳）と東京都内の教会で挙式。2017年3月2日に男児を出産。

## 活動

### 歌唱曲
- 蒼き風
- いのりうた（伝え歌版） （大魔神カノン 挿入歌）[5]
- 光の扉 （ひとりかくれんぼ 新劇場版 主題歌）
- 華 （ゲームPSPソフト華鬼 ～恋初める刻 永久の印～ エンディングテーマ）
- 春メロ （ぐる★ラジ 2012年4月 エンディングテーマ）
- 祭りごと
- 砂漠
- 愛の鼓動
- 月の輪
- 子守歌
- 初恋
- 冬の歌

- おやすみ 朗読劇「はちぞうの不思議な旅」劇中曲

### ライブ公演
（東京・代官山「晴れたら空に豆まいて」）
- 「華～歌い初める刻～ 山本琴乃CD発売記念ライブ」（2011年4月20日）
- 「祭りごと 1」（2011年10月6日）
- 「祭りごと 2」（2011年11月11日）
- 「祭りごと 3」（2011年12月7日）
- 「歌に抱かれて」（2012年 4月11日）

（その他）
- 第7回「東京楽笑寄席 夜の部」（2012年 1月22日、東京・新宿 TACCS1179）
- 萌えカル文化祭2012「NON STOP アニソン LIVE!」（2012年6月2日、東京・大田区産業プラザPiO）

### 声優活動
- 朗読劇「はちぞうの不思議な旅」主役 はちぞう役（2008年7月）
- 東京FM系列コミュニティー「ANIME RADIO」ラジオドラマ「真神咆哮ロストマンワールド」レビィ役（2012年2月）

### テレビ出演
- テレビ朝日「中居正広の怪しい噂の集まる図書館」（2012年4月3日）

### ラジオ出演
- 文化放送・超!A&G+「ムラカミ記者のアニメ!!パンチ」（2011年10月23日） [6]